# タチアナ・スアレス
タチアナ・スアレス（Tatiana Suarez、1990年12月19日 - ）は、アメリカ合衆国の女子レスリング選手、総合格闘家。カリフォルニア州コビーナ出身。ミレニアMMA所属。元Gladiator Challenge女子フライ級王者。UFC世界女子ストロー級ランキング2位。UFC女子パウンド・フォー・パウンド・ランキング11位。TUF 23女子ストロー級優勝。タティアナ・スアレスとも表記される。

## 来歴

### レスリング
兄の影響で4歳頃からレスリングを始め、2007年の世界ジュニア選手権59kg級で銀メダルを獲得。2008年にはパンアメリカン選手権59kg級で優勝、世界選手権55kg級で銅メダルに輝いた。2010年の世界選手権では準々決勝で吉田沙保里に敗れたものの、敗者復活戦を勝ち抜いて再び銅メダルを獲得した。
しかし翌年、ロンドン五輪へ向けたトレーニング中に首の痛みを覚えMRIとCT検査を受けたところ、首の椎間板疾患と甲状腺癌が見つかったため、放射線治療を受け、甲状腺と複数のリンパ節を摘出する手術を受けた。治療が成功し、甲状腺癌が消失すると、スアレスはブラジリアン柔術を始め、その後総合格闘技を始めた。

### 総合格闘技
2013年から総合格闘技の練習を始めると、翌年からアマチュアの試合に参戦し、2連勝を記録。
2014年7月19日、プロデビュー戦でいきなりGladiator Challengeの女子フライ級王座決定戦に挑み、タイラ・パーカーを相手に3-0の判定勝ちを収め、王座獲得に成功した。

#### The Ultimate Fighter
2016年4月、リアリティ番組『The Ultimate Fighter』のシーズン23に参加。イリミネーションマッチでチェルシー・ベイリーを下し、クラウディア・ガデーリャがコーチを務める「チーム・クラウディア」に選抜されると、UFCとの契約を懸けた女子ストロー級トーナメントを全試合一本勝利で勝ち上がり、決勝に進出した。

#### UFC
2016年7月8日、The Ultimate Fighter 23 Finaleの女子ストロー級トーナメント決勝でアマンダ・クーパーと対戦し、1Rにダースチョークで一本勝ちを収め優勝を果たした。パフォーマンス・オブ・ザ・ナイトを受賞した。
2018年5月19日、UFC Fight Night: Maia vs. Usmanで女子ストロー級ランキング9位のアレクサ・グラッソと対戦し、1Rにリアネイキドチョークで一本勝ち。
2018年9月8日、UFC 228で女子ストロー級ランキング6位の元UFC世界ストロー級王者カーラ・エスパルザと対戦。3Rにマウントポジションから肘打ちとパウンドを連打しTKO勝ちを収めた。
2019年6月8日、UFC 238で女子ストロー級ランキング3位のニーナ・アンサロフと対戦し、3-0の判定勝ち。
首の骨棘と椎間板の問題の再発により約2年間のブランクを作り、2021年9月のUFC 266で復帰が決まるも、レスリングのトレーニング中に膝の前十字靱帯、外側側副靱帯、内側側副靱帯、半月板を断裂、後十字靱帯を部分断裂した。
2023年2月25日、約3年8カ月ぶりの復帰戦となったUFC Fight Night: Muniz vs. Allenでモンタナ・デ・ラ・ロサと対戦し、ギロチンチョークで2R一本勝ち。パフォーマンス・オブ・ザ・ナイトを受賞した。
2023年8月5日、UFC on ESPN: Sandhagen vs. Fontで女子ストロー級ランキング5位の元UFC世界女子ストロー級王者ジェシカ・アンドラージと対戦し、ギロチンチョークで2R一本勝ち。2試合連続のパフォーマンス・オブ・ザ・ナイトを受賞した。
2025年2月8日、UFC 312のUFC世界ストロー級タイトルマッチで王者ジャン・ウェイリーに挑戦し、0-3の5R判定負け。王座獲得に失敗し、キャリア初黒星を喫した。

## 人物・エピソード
- 同じく総合格闘家のパトリック・ミックスと交際している。

## 戦績

### プロ総合格闘技
| 総合格闘技 戦績 | 総合格闘技 戦績 | 総合格闘技 戦績 | 総合格闘技 戦績 | 総合格闘技 戦績 | 総合格闘技 戦績 | 総合格闘技 戦績 |
| --------------- | --------------- | --------------- | --------------- | --------------- | --------------- | --------------- |
| 11 試合         | (T)KO           | 一本            | 判定            | その他          | 引き分け        | 無効試合        |
| 10 勝           | 2               | 5               | 3               | 0               | 0               | 0               |
| 1 敗            | 0               | 0               | 1               | 0               | 0               | 0               |

| 勝敗 | 対戦相手               | 試合結果                       | 大会名                                                                       | 開催年月日     |
|      | アマンダ・レモス       |                                | UFC Fight Night: Lopes vs. Silva                                             | 2025年9月13日  |
| ×    | ジャン・ウェイリー     | 5分5R終了 判定0-3              | UFC 312: du Plessis vs. Strickland 2 【UFC世界女子ストロー級タイトルマッチ】 | 2025年2月8日   |
| ○    | ジェシカ・アンドラージ | 2R 1:31 ギロチンチョーク       | UFC on ESPN 50: Sandhagen vs. Font                                           | 2023年8月5日   |
| ○    | モンタナ・デ・ラ・ロサ | 2R 2:51 ギロチンチョーク       | UFC Fight Night: Muniz vs. Allen                                             | 2023年2月25日  |
| ○    | ニーナ・アンサロフ     | 5分3R終了 判定3-0              | UFC 238: Cejudo vs. Moraes                                                   | 2019年6月8日   |
| ○    | カーラ・エスパルザ     | 3R 4:33 TKO（パウンド）        | UFC 228: Woodley vs. Till                                                    | 2018年9月8日   |
| ○    | アレクサ・グラッソ     | 1R 2:44 リアネイキッドチョーク | UFC Fight Night: Maia vs. Usman                                              | 2018年5月19日  |
| ○    | ビビアン・ペレイラ     | 5分3R終了 判定3-0              | UFC Fight Night: Poirier vs. Pettis                                          | 2017年11月11日 |
| ○    | アマンダ・クーパー     | 1R 3:43 ダースチョーク         | The Ultimate Fighter 23 Finale 【女子ストロー級トーナメント 決勝】           | 2016年7月8日   |
| ○    | アーライン・コバン     | 2R 0:48 TKO（パンチ連打）      | Gladiator Challenge: California State Championship Series                    | 2015年8月22日  |
| ○    | カロライナ・アルバレス | 1R 2:01 腕ひしぎ十字固め       | Gladiator Challenge: California State Championship Series                    | 2015年4月11日  |
| ○    | タイラ・パーカー       | 5分3R終了 判定3-0              | Gladiator Challenge: Night of the Champions 【GC女子フライ級王座決定戦】     | 2014年7月19日  |

### 総合格闘技エキシビション
| 勝敗 | 対戦相手           | 試合結果                     | 大会名                                             | 開催年月日   |
| ○    | ケイト・ジャクソン | 1R 2:52 ギロチンチョーク     | The Ultimate Fighter: Team Joanna vs. Team Cláudia | 2016年3月2日 |
| ○    | J.J.アルドリッチ   | 2R 3:14 リアネイキドチョーク | The Ultimate Fighter: Team Joanna vs. Team Cláudia | 2016年2月2日 |

### アマチュア総合格闘技
| 勝敗 | 対戦相手               | 試合結果                  | 大会名                  | 開催年月日   |
| ○    | ジェシカ・プライヤー   | 2分3R終了 判定3-0         | Spartan Spar Promotions | 2014年3月7日 |
| ○    | エリザベス・ロドリゲス | 1R 1:19 TKO（パンチ連打） | Armoured Wings 14       | 2014年2月8日 |

## 獲得タイトル

### レスリング
- レスリングパンアメリカン選手権 女子59kg級 優勝（2008年）
- グランプリ・オブ・トゥールコワン 女子55kg級 優勝（2011年）

### 総合格闘技
- Gladiator Challenge女子フライ級王座（2014年）
- The Ultimate Fighter 23 女子ストロー級トーナメント 優勝（2016年）

## 表彰
- UFC パフォーマンス・オブ・ザ・ナイト（3回）